# Alte Artilleriekaserne (Schwerin)

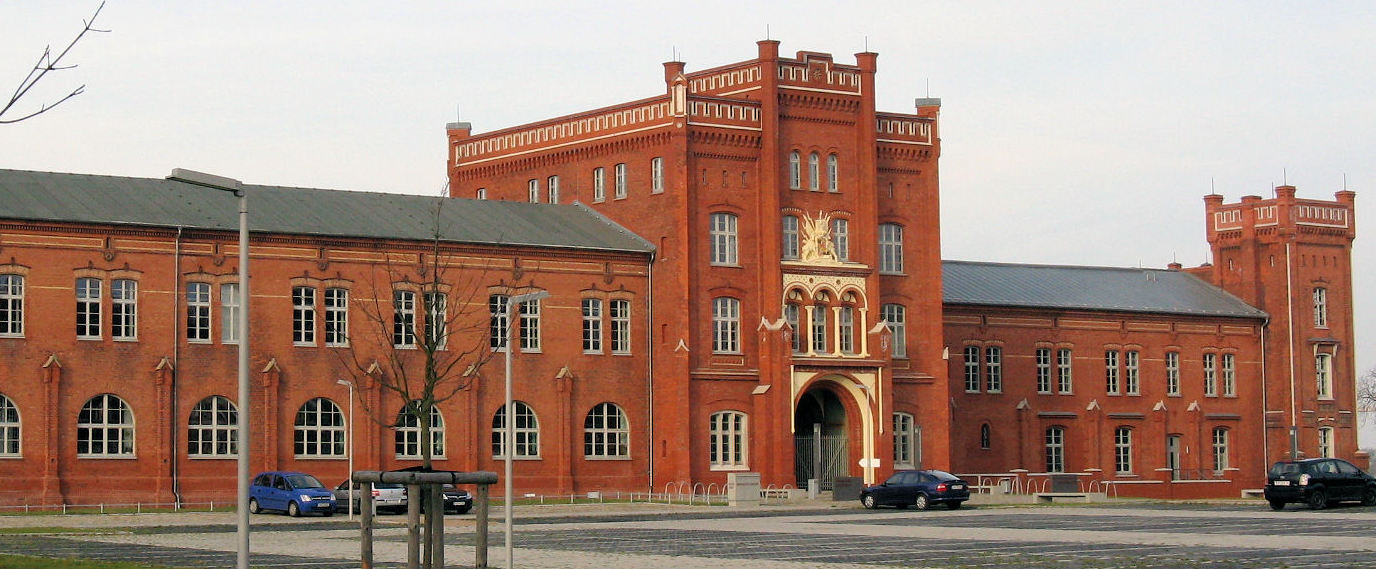
Alte Artilleriekaserne, heute Finanzamt

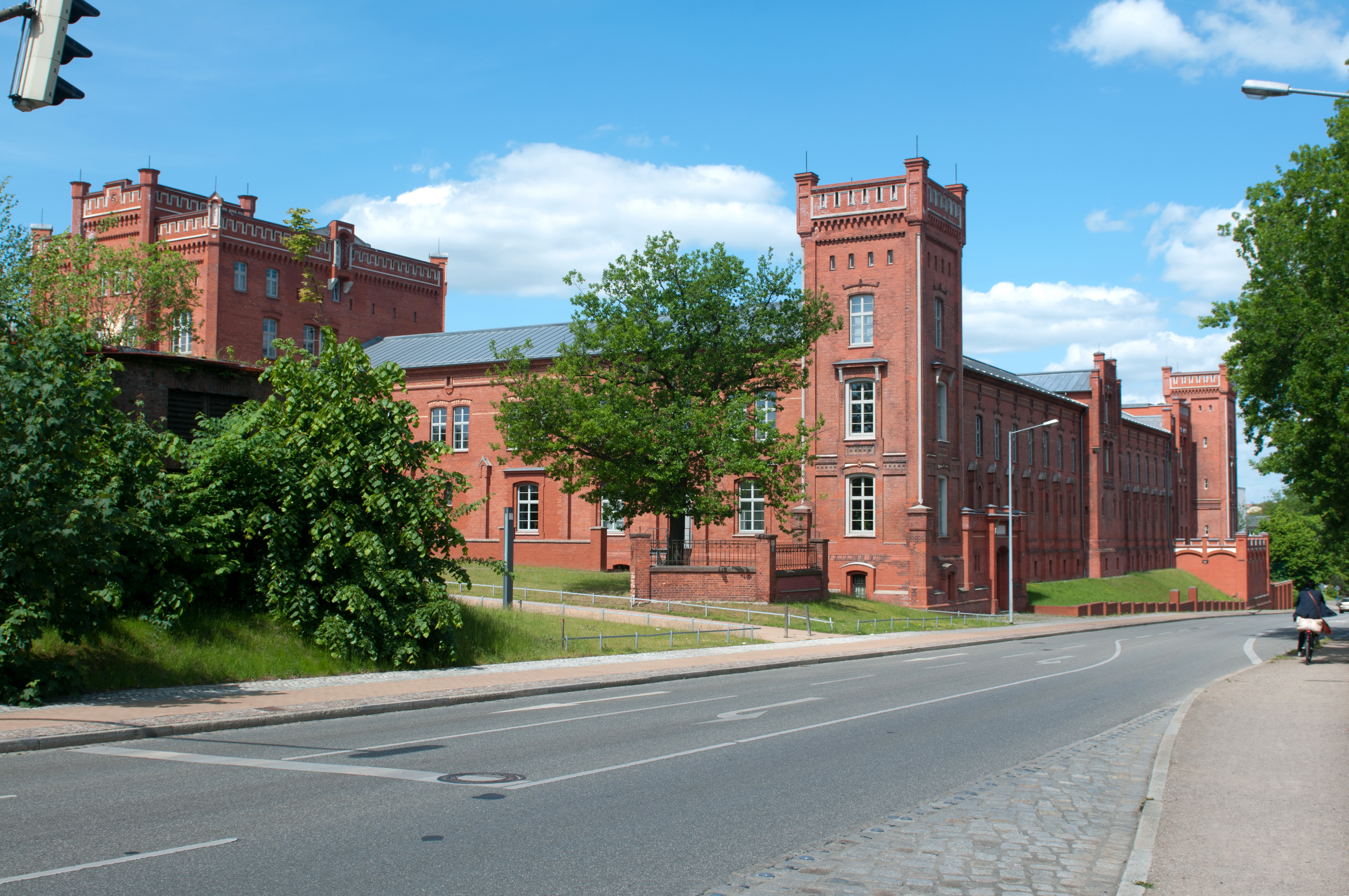
Südostseite

Die ehemalige Alte Artilleriekaserne in Schwerin, Stadtteil Ostorf, Johannes-Stelling-Straße 9/11, ist als Gebäude ein Baudenkmal in Schwerin. In dem Gebäude befindet sich heute das Finanzamt Schwerin.

## Geschichte

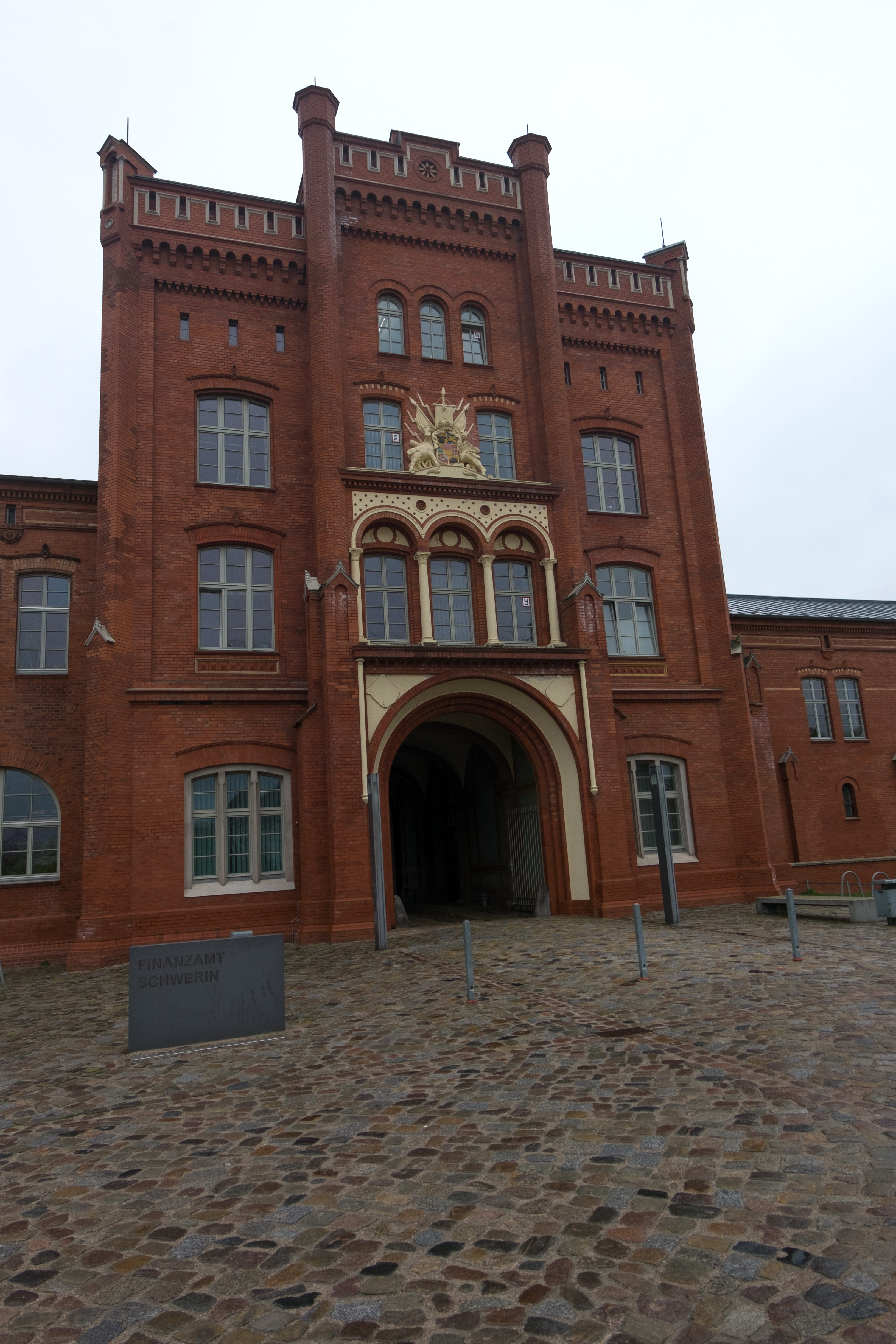
Haupteingang

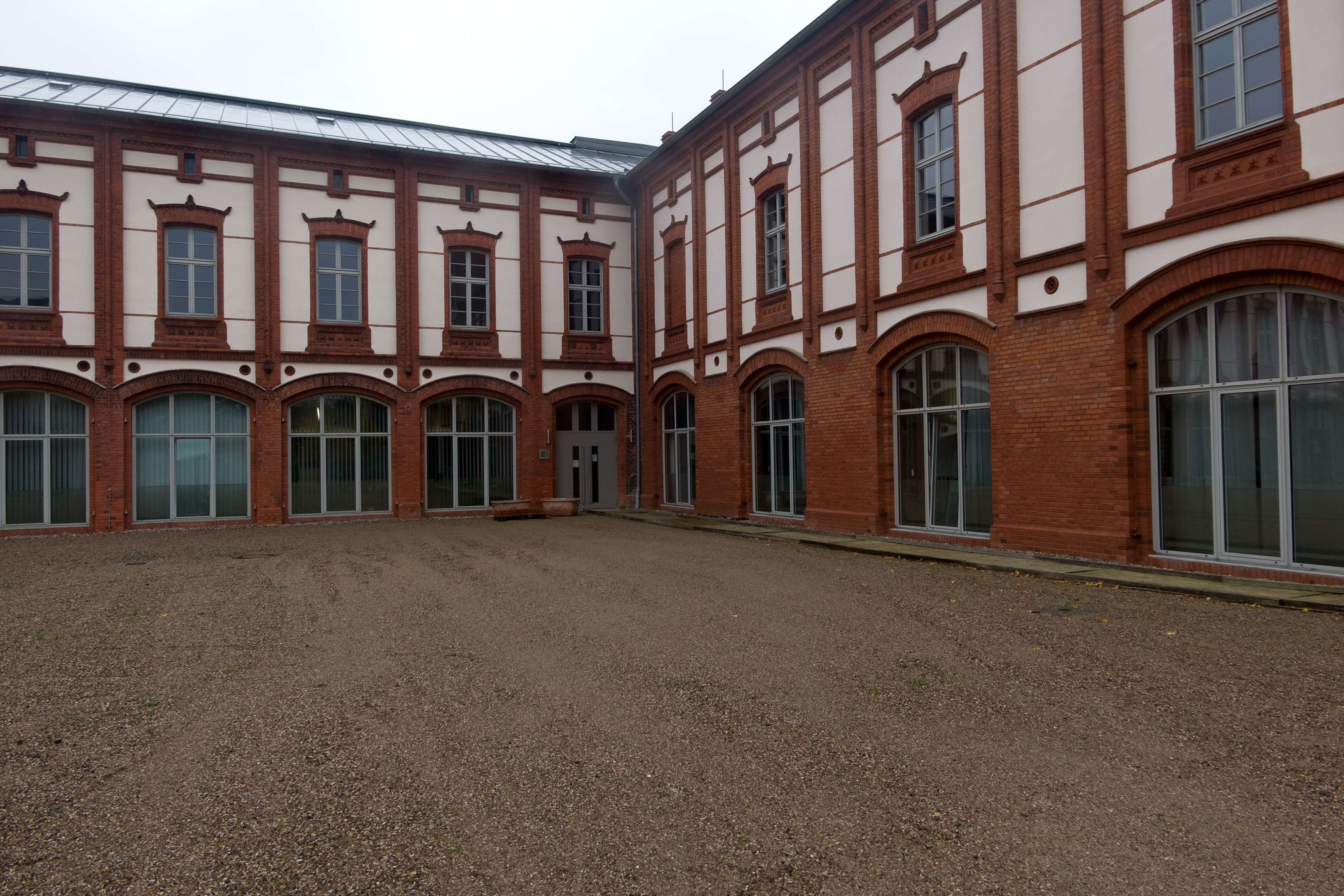
Hof: Süd- und Ostflügel

Seit dem 17. Jahrhundert ist Schwerin Hauptstandort für das Mecklenburgische Heer. 1837 kehrten die Herzöge von Ludwigslust nach Schwerin zurück und der Ausbau von Schwerin zur Residenz- und Garnisonsstadt begann.
Für das Mecklenburger Militär entstanden in Schwerin mehrere ehemalige Militärbauten: 
- Alte Artilleriekaserne von 1862,
- Neue Artilleriekaserne von 1899 für das Großherzoglich Mecklenburgische Feldartillerie-Regiment Nr. 60 mit 
  - Mannschaftsgebäude bzw. Quartiershaus
  - Unteroffiziersgebäude (Stabswohngebäude) von 1899 (heute Landesbibliothek)
  - Stabsgebäude (heute Finanzamt)
  - Offizierskasino von 1900 (heute Verwaltungsgebäude)
  - Wohngebäude
- Werder-Kaserne von 1904 für das Großherzoglich Mecklenburgische Grenadier-Regiment Nr. 89
- Jäger-Kaserne des Jäger-Bataillons Nr. 14, Werderstraße 4
- Kaserne Kleine Wasserstraße 1–15 (heute Wohnhäuser)
- Kaserne Friedensstraße 4/4a (heute Schulhort u. Verwaltungsgebäude)

In Schwerin war die 1., 3. und 4. Batterie der 1. (Großherzoglich Mecklenburgischen) Abteilung des Holsteinischen Feldartillerie-Regiments Nr. 24 stationiert. Die Soldaten logierten bis zu Bau der Kaserne noch in Privatquartieren. Deshalb wurde die zweigeschossige, 26-achsige, verklinkerte und historisierende Alte Artilleriekaserne von 1861/62 im Stil der Neorenaissance nach Plänen des Militärbaumeisters Ludwig Wachenhusen (1818–1889) gebaut. Die Dreiflügelanlage in U-Form wie ein Kastell bildet ein offenes Quadrat und umfasst die Überreste der Reithalle. Das Hauptgebäude hat einen dreigeschossigen repräsentativen Mittelteil und große Ecktürme sowie zwei 2- und 3-geschossige, 20-achsige Seitenflügel mit wuchtigen Mittel- und Eckrisaliten. Die Fassaden wurden mit vielfältigen Formsteinen und Terrakottaelementen verziert. In den Ecktürmen wohnten die Offizieren und ihre Familien. Küche, Speiseräume, Wäschemagazin, Waschküche, Rollkammer und Nebenräume befanden sich im gewölbten Kellergeschoss. In den Dachräumen waren die Trockenböden und während der Manöver weitere provisorische Schlafsäle.
Ein vierter eingeschossiger Westtrakt mit Werkräumen, Ställen, Lagerräumen etc. umschließt die Anlage. Es wurden hier bis zu 100 Pferde, Wagen und Geschütze untergebracht.
Bis 1989 wurde die Anlage militärisch genutzt, zunächst durch das großherzogliche Militär, ab 1919 durch die Weimarer Republik und Nazideutschland, ab 1945 durch die Rote Armee der Sowjetunion sowie danach die Nationale Volksarmee der DDR.
Umbau und Sanierung erfolgte in Bauabschnitten von 2000 bis 2019 für das Finanzamt Schwerin nach Plänen von Rimpel Leifels Architekten (Schwerin).
Das Bauwerk ist seit 2024 als Teil des Residenzensembles Schwerin UNESCO-Welterbe.

### Reithalle/Magazin

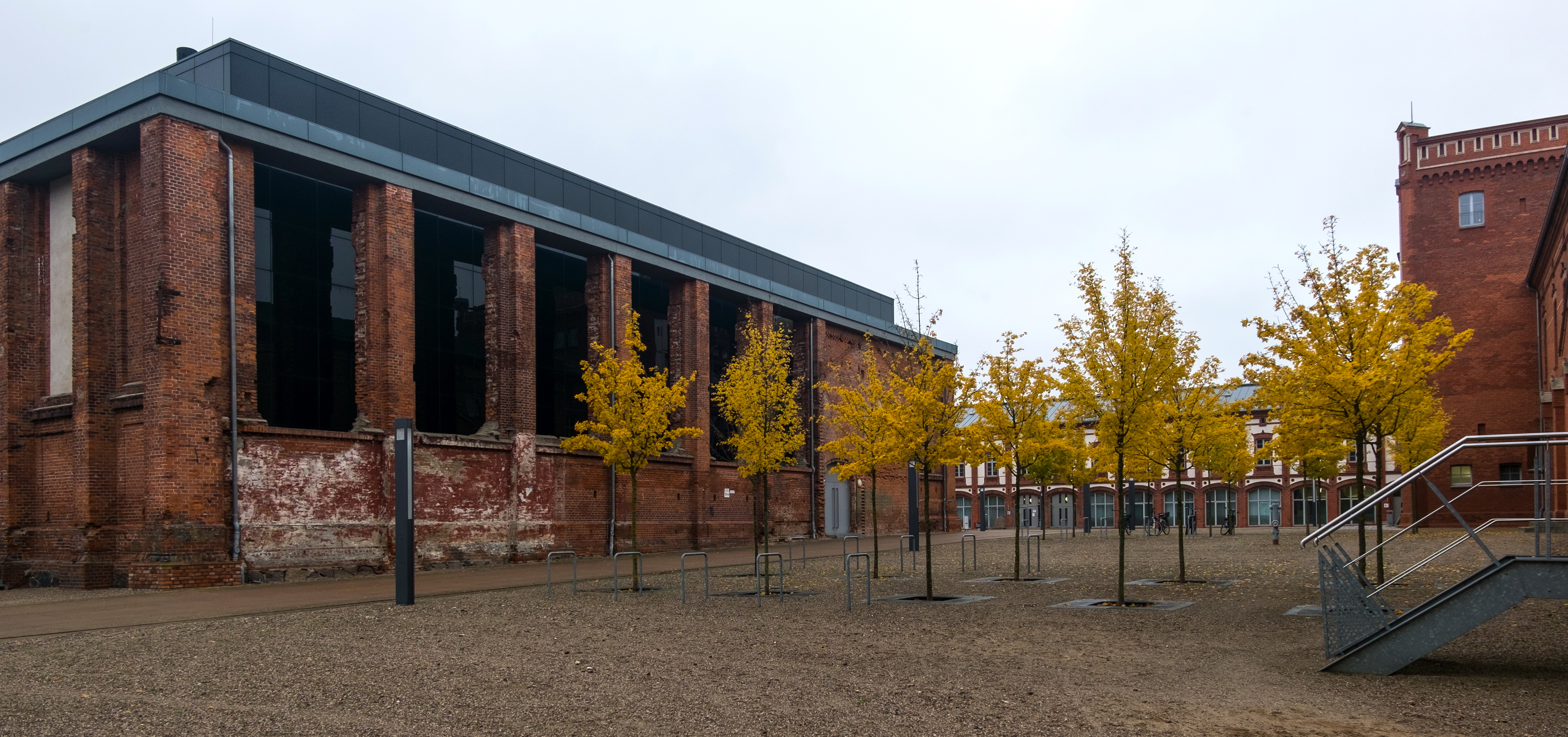
Reithalle

Bei der ehemaligen eingeschossigen, 10,6 × 40 Meter großen Reithalle mit 3-jochigem Kreuzkappengewölbe blieben die Backstein-Außenmauern erhalten. Sie umschließen einen modern gestalteten etwas höheren, verglasten Kubus (die Planer: „eingeschobene Kiste“). Das neue glatte zweiteilige Gesims hebt sich von den alten Mauern und den Säulen deutlich ab. 2012 erhielt das Projekt wegen des gelungenen Nebeneinander von Alt und Neu eine Anerkennung beim Landesbaupreis MV. Hier ist nun das Magazin des Archäologischen Landesmuseums Schwerin untergebracht.

### Antrag Welterbe
Die Blickachsen zwischen Kaserne, Schloss und Altem Garten waren wesentlich für die Auswahl des Bauplatzes. Die monumentale Dreiflügelanlage mit ihren Schaufassaden bildet den Hintergrund für den Schweriner Schlossgarten. Die Kasernenanlagen sind 2020 deshalb mit dem Schweriner Schloss Teil des Welterbeantrages der Stadt als Residenzensemble Schwerin – Kulturlandschaft des romantischen Historismus und steht auf der Liste der Bundesrepublik Deutschland zur Bewerbung als Welterbestätte der UNESCO.

### Wappen

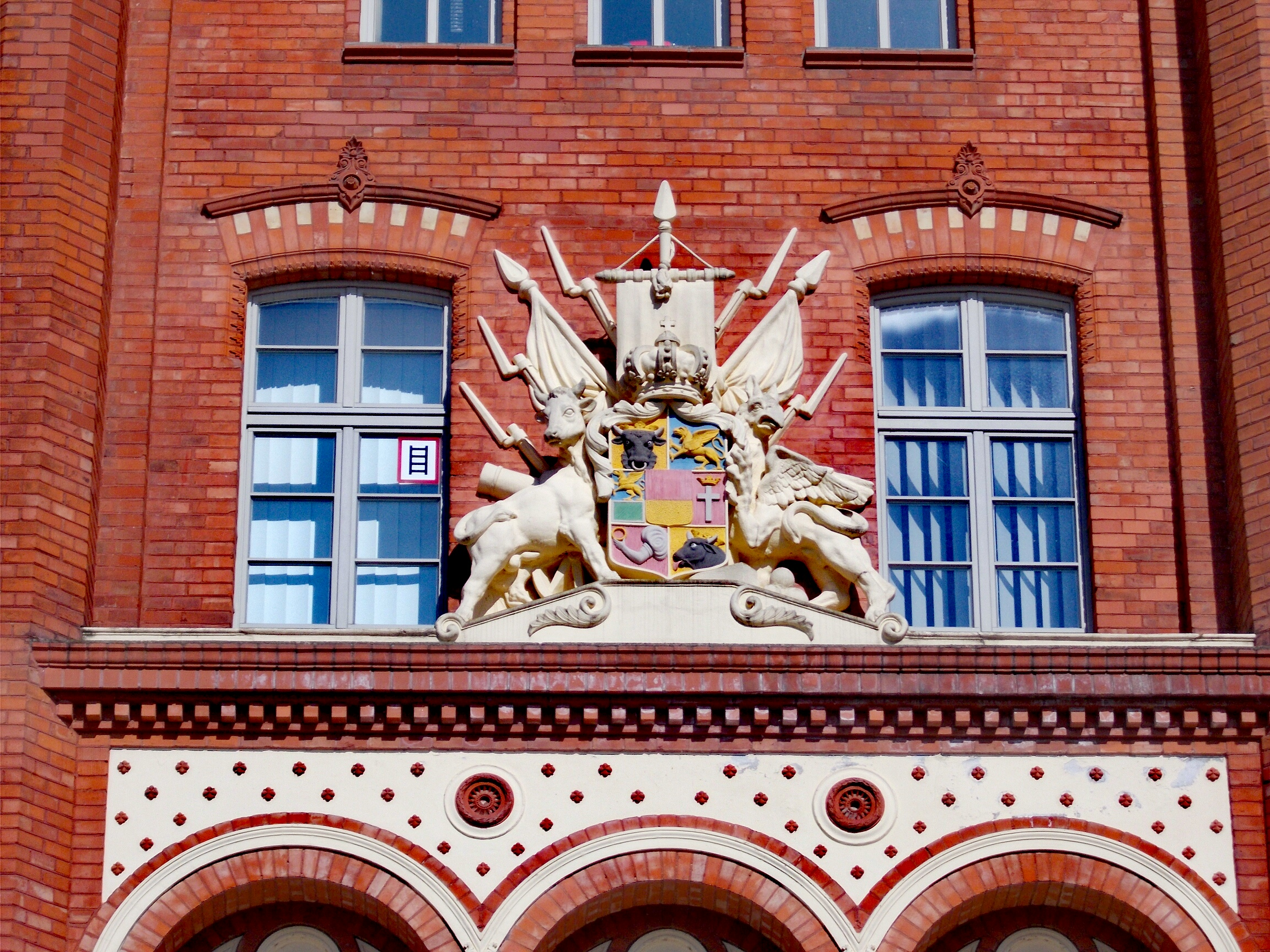
Wappen

Über dem Hauptportal befindet sich das Wappen des Regiments bestehend aus dem mecklenburgischen von einem Stier und einem Greif eingerahmten Wappen. Jedes Feld symbolisiert einen Hauptherrschaftsteil des Mecklenburgischen Staates: das Herzogtum Mecklenburg (Stierkopf mit ausgestreckter roter Zunge), die Fürstentümer (ehemaligen Bistümer) Schwerin (Greif u. grünes Viereck) und Ratzeburg (Kreuz mit Krone), die Grafschaft Schwerin (rot-goldenes Mittelschild) sowie die Herrschaften Rostock (Greif u. Vorderklaue), Werle (Stierkopf) und Stargard (Arm mit Ring). Drei Fahnen, fünf Bajonette, die Krone und eine Kanone ergänzen das Wappen.

## Finanzamt Schwerin
In Mecklenburg-Vorpommern gibt es (2020) zehn Finanzämter als örtliche Behörde der Finanzverwaltung des Landes. Im Finanzamt Schwerin sind (2020) rund 300 Mitarbeiter tätig. Vorgesetzte Behörde ist das Finanzministerium des Landes Mecklenburg-Vorpommern – Steuerabteilung.

## Literatur

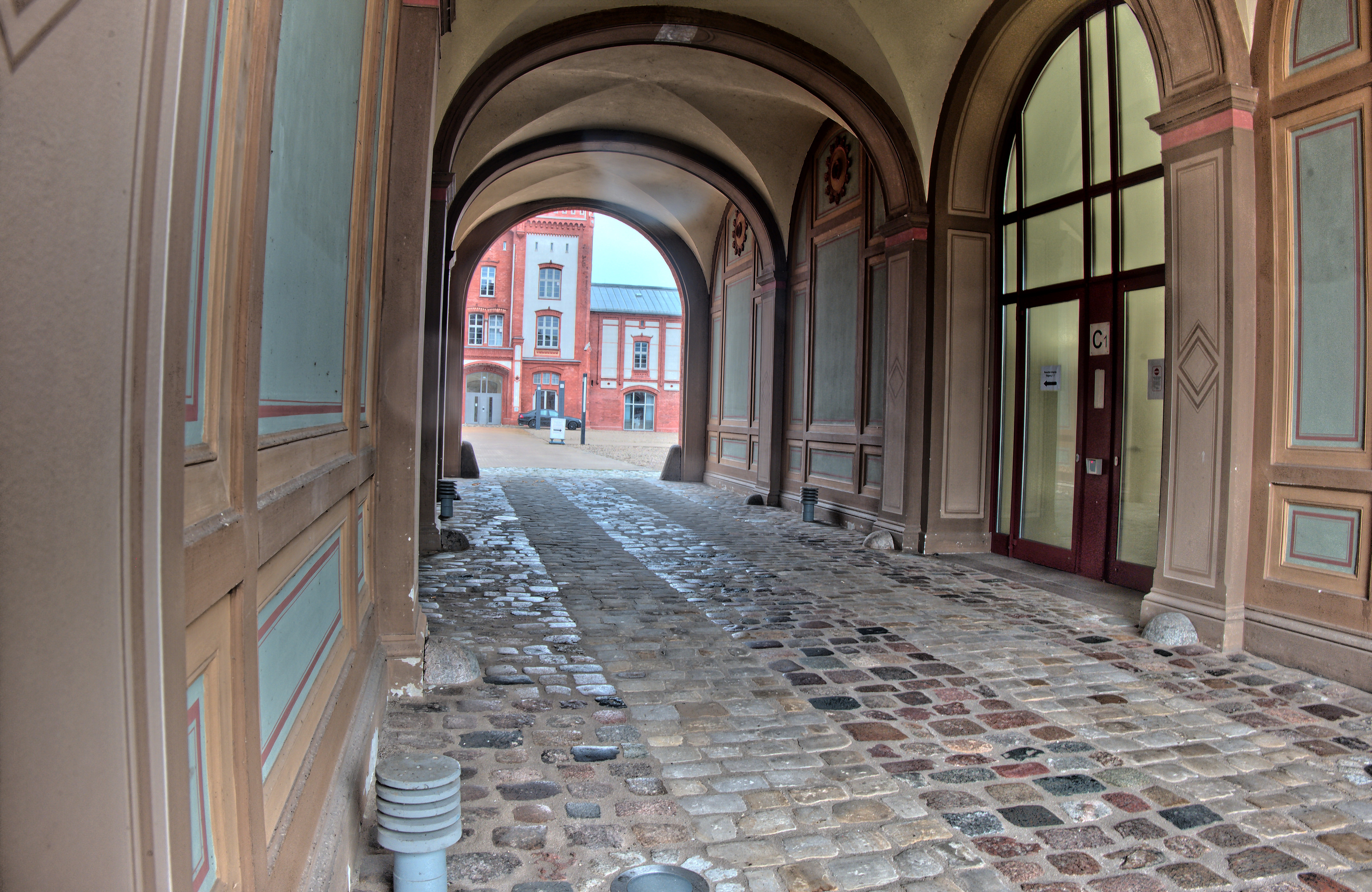
Durchgang Südflügel
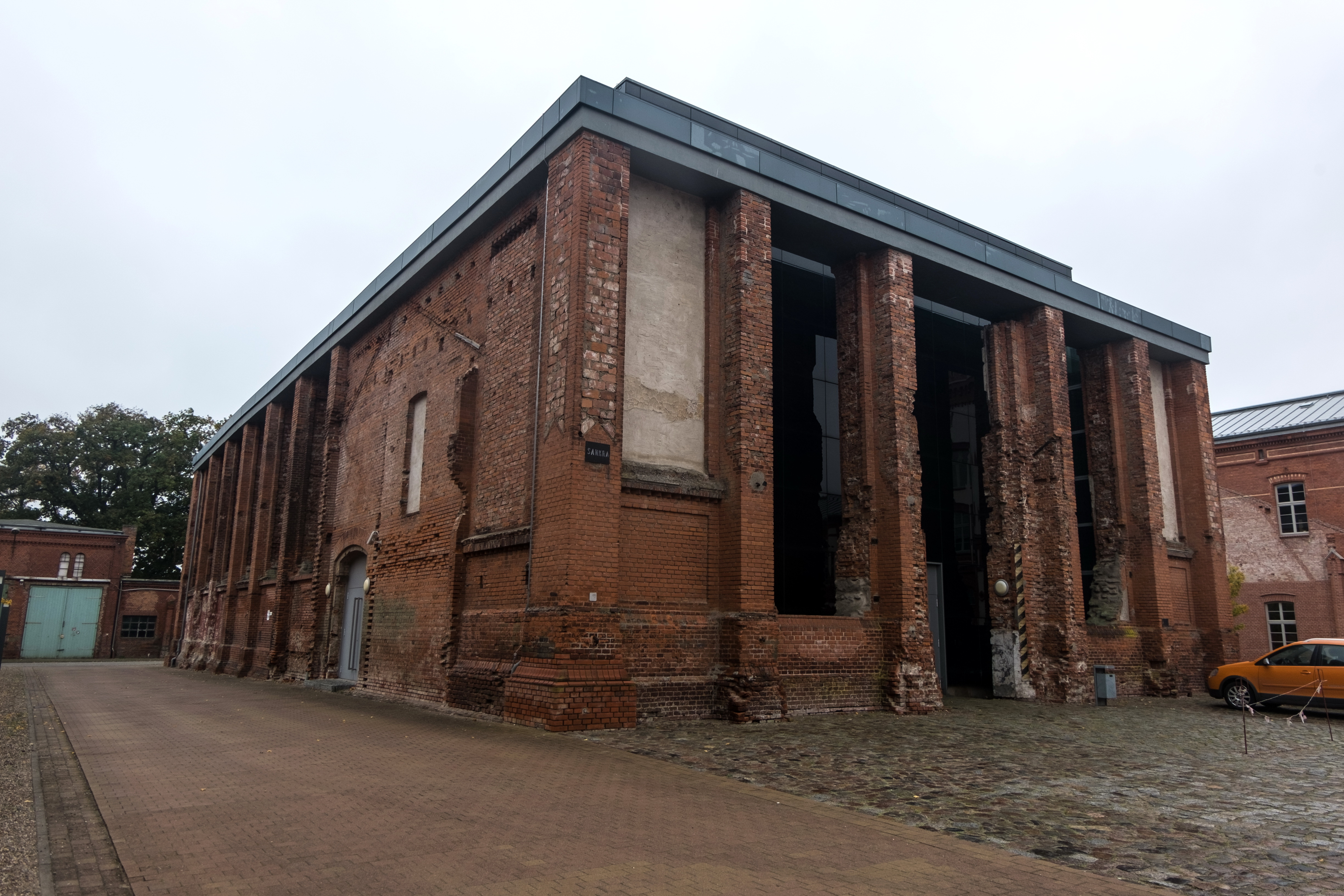
Reitstall
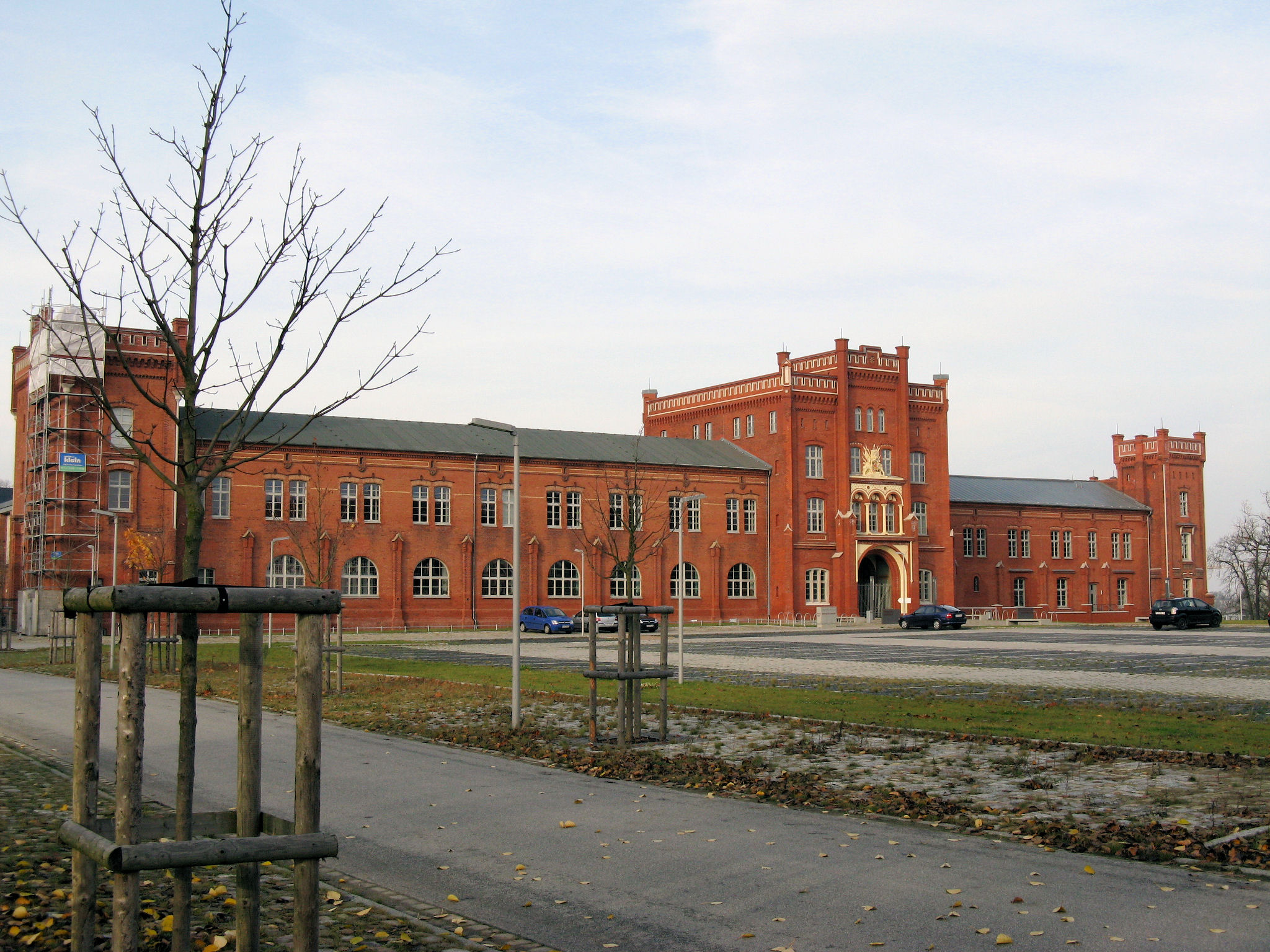
Straßenseite
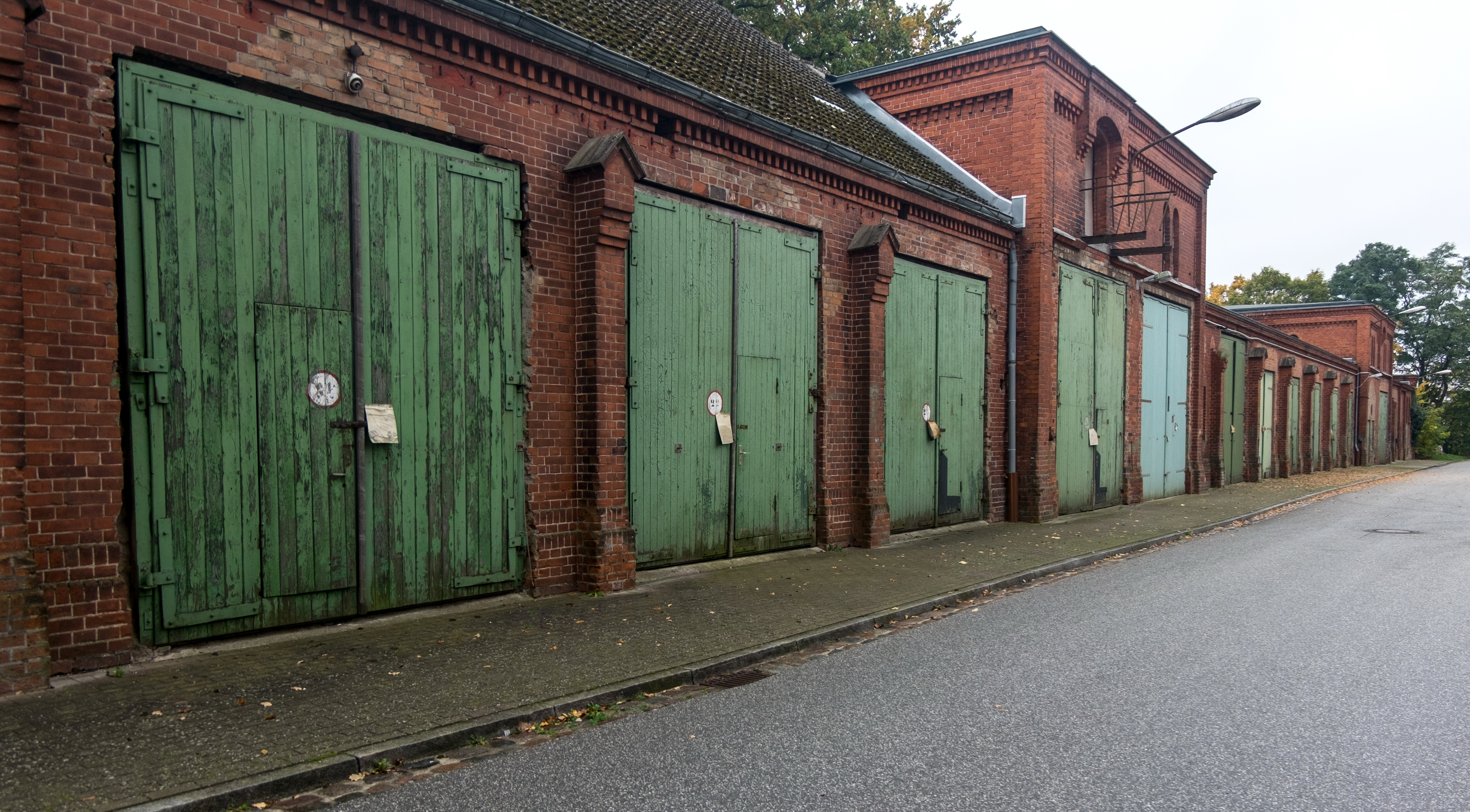
Westtrakt